# Соболево (Камчатський край)
Соболево  (рос. Соболево) — село у Соболевському районі Камчатського краю Російської Федерації. Адміністративний центр району.
Населення становить 1649 (2018) осіб (2018). Входить до складу муніципального утворення Соболевське сільське поселення.

## Історія
До 1 червня 2007 року у складі Камчатської області, відтак у складі Камчатського краю. Згідно із законом від 22 жовтня 2004 року органом місцевого самоврядування є Соболевське сільське поселення.

## Населення
| 1701  | 1888  | 1926  | 1959  | 1970  | 1979  | 1989  |
| ----- | ----- | ----- | ----- | ----- | ----- | ----- |
| 80    | ↗106  | ↗252  | ↗1272 | ↗2097 | ↗2448 | ↗2922 |
| 2002  | 2009  | 2010  | 2012  | 2013  | 2014  | 2015  |
| ↘1893 | ↘1809 | ↘1773 | ↗1783 | ↘1773 | ↘1737 | ↘1721 |
| 2016  | 2017  | 2018  |       |       |       |       |
| ↘1683 | ↘1669 | ↘1649 |       |       |       |       |